# Blendi Baftiu
Blendi Xhemajl Baftiu (ur. 17 lutego 1998 w Prisztinie) – kosowski piłkarz, występujący na pozycji pomocnika w kosowskim klubie KF Drita. Członek kosowskich reprezentacji U-21 w 2019 roku oraz narodowej w latach 2020–2021.